# Robiquetia minimiflora
Robiquetia minimiflora ist eine Pflanzenart aus der Gattung Robiquetia innerhalb der Familie der Orchideen (Orchidaceae). Diese Neukombination erfolgte 2014 durch Alexander Kocyan und André Schuiteman. Die Art ist in Südostasien verbreitet.

## Beschreibung

### Vegetative Merkmale
Die relativ kleinen Pflanzen von Robiquetia minimiflora wachsen epiphytisch. Robiquetia minimiflora wächst monopodial, die Sprossachse ist stark gestaucht. Die Wurzeln sind dick und von Velamen umgeben. Ausgewachsene Pflanzen besitzen etwa vier bis sechs Laubblätter; während sich an der Sprossspitze neue Blätter formen, sterben an der Basis der Sprossachse die älteren ab. Die Blattspreite ist bei einer Länge von etwa vier Zentimetern sowie einer Breite von bis zu 1,5 Zentimetern länglich-oval. Der Blattgrund ist keilförmig, an der Spitze ist die Mittelrippe minimal eingezogen, diese zweilappige Blattspitze ist etwas asymmetrisch.

### Generative Merkmale
Der etwa 15 Zentimeter lange, traubige Blütenstand erscheint seitlich aus der Sprossachse und hängt nach unten. Die Tragblätter sind sehr schmal, fast fadenförmig. Der Blütenstand enthält etwa 40 bis 50 resupinierte Blüten. Sie blühen nacheinander auf, wobei immer einige Blüten gleichzeitig geöffnet sind.
Die zwittrigen Blüten sind zygomorph und dreizählig. Die einzelne Blüte weist einen Durchmesser von etwa 3 Millimeter und ist grünlich gelb. Die Sepalen sind lanzettlich. Die Petalen sind etwas breiter, nach außen gebogen und besitzen einen rötlichen Fleck. Die Lippe ist dreilappig, wobei die Seitenlappen nur sehr klein sind. Der mittlere Lappen ist sackartig geformt, am unteren hinteren Ende in einen kurzen Sporn verlängert. Die Lippe ist am Grund an einer Verlängerung der Säule, einem sogenannten Säulenfuß, angewachsen. Das Staubblatt enthält vier ungleich große Pollinien in zwei Paaren. Das Trenngewebe zwischen Narbe und Staubblatt (Rostellum) ist relativ groß, rot gefärbt und nach vorne in einer Spitze auslaufend.

## Vorkommen
Robiquetia minimiflora ist in Südostasien von Thailand über Malaysia, Borneo, Sumatra bis nach Java, Bali und auf den Philippinen verbreitet. Robiquetia minimiflora gedeiht in Regenwäldern ohne ausgesprochene Trockenzeit, in Höhenlagen von 300 bis 1000 Metern. Robiquetia minimiflora wächst dort als Epiphyt an Baumstämmen.

## Systematik und Botanische Geschichte
Joseph Dalton Hooker beschrieb diese Pflanzenart schon 1890 unter dem Namen Saccolabium minimiflora in The Flora of British India Band 6, Teil 17, Seite 59. Johannes Jacobus Smith stellte 1917 dann eine eigene Gattung Abdominea auf und veröffentlichte die Kombination Abdominea minimiflora (Hoof.f.) J.J.Sm. in Bulletin du Jardin Botanique de Buitenzorg ser.2, Band 25, Seite 98. Der Gattungsname Abdominea bezieht sich auf die Lippe, die dem Abdomen eines Insekts ähnlich sehen soll. Das Artepitheton minimiflora bedeutet „kleinblütig“.
Abdominea minimiflora (Hook. f.) J.J.Sm. war bei manchen Autoren die einzige Art in der Gattung Abdominea J.J.Sm. Aus verschiedenen Gegenden des großen Verbreitungsgebietes wurden mehrere Arten in der Gattung Abdominea beschrieben, von denen alle Synonyme zu einige Robiquetia-Arten sind.
Die Art Robiquetia minimiflora (Hook. f.) Kocyan & Schuit. gehört in die Gattung Robiquetia. Die Gattung Robiquetia gehört zur Untertribus Aeridinae aus der Tribus Vandeae in der Unterfamilie Epidendroideae innerhalb der Familie der Orchidaceae. Der Gattungsname ehrt den französischen Apotheker und Chemiker Pierre-Jean Robiquet (1780–1840).
Weitere Synonyme für Robiquetia minimiflora (Hook. f.) Kocyan & Schuit. sind: Gastrochilus minimiflorus (Hook. f.) Kuntze, Schoenorchis minimiflora (Hook. f.) Ames, Saccolabium cortinatum Ridl., Abdominea micrantha J.J.Sm., Schoenorchis philippinensis Ames.